# Танах Лот
Танах Лот — действующий индуистский храм, одна из основных достопримечательностей Бали, популярное туристическое место и культурный символ Индонезии. Храм находится в 22 км от Куты и 20 км от Денпасара.

## Храм
Танах Лот на балийском языке означает «земля в море» Расположенный в Табанане, примерно в 20 километрах к северо-западу от Денпасара, храм расположен на большой прибрежной скале, которая в течение многих лет непрерывно формировалась в результате прилива океана.
C сушей храм связан узким перешейком, пройти по которому можно во время отлива. Только верующие люди могут подняться на лестницу, вырезанную в скале, и войти в храм. Туристы могут побывать только в нижней части скалы.
Согласно преданию, что Танах Лот был основан в XV или XVI веке брахманом Нирартой, который пришел к острову по пути, который ему указал божественный свет, исходящий из родника, бьющего из скалистого берега Танах-Лот. Этот ручеек сохранился до сих пор, его вода считается целебной. Во время своих путешествий по южному побережью Бали Нирарта увидел красивый скалистый остров и решил там отдохнуть. Местные рыбаки увидели его и преподнесли ему подарки. Затем Нирарта провела ночь на маленьком острове. Позже он велел построить здесь храм, поскольку чувствовал, что это священное место для поклонения балийским морским богам.
Главным божеством храма является Дева Баруна (Dewa Baruna) или Бхатара Сегара (Bhatara Segara), который является богом моря или морской силой. В наши дни здесь также поклоняются Нирарте.
Храм Танах Лот был построен и был частью балийской мифологии на протяжении веков. Храм является одним из семи морских храмов вокруг балийского побережья. Каждый из морских храмов был установлен в пределах видимости следующего, чтобы сформировать цепь вдоль всего юго-западного побережья. Помимо балийской мифологии, на храм оказал значительное влияние индуизм.
Считается, что у основания скалистого острова водятся ядовитые морские змеи, которые охраняют храм от злых духов и злоумышленников. Храм якобы защищен древней гигантской змеей, которая была создана из пояса Нирарты.

## Реставрация
В 1980 году каменная поверхность храма начала разрушаться, и территория вокруг и внутри храма стала опасной. Правительство Японии предоставило правительству Индонезии кредит в размере 800 миллиардов рупий (примерно 130 млн долл. США) для сохранения храма и других достопримечательностей на Бали. В результате более трети камня храма Танах Лот на самом деле является искусно замаскированным искусственным камнем, созданным во время финансируемой Японией программой реконструкции и стабилизации.
Первая реконструкция началась в 1987 года, в результате чего был построен бетонный волнолом, защищающий храм от волн. Однако волнолом нарушал естественную красоту окружающих территорий, поэтому в 1989 году было проведено технико-экономическое обоснование с участием религиозных лидеров и местных общин. Проект сооружения волнореза под поверхностью воды и создание искусственных коралловых рифов был выполнен в 1992 году и возобновлен в 1998 году. Реконструкция храма началась в июне 2000 года и была завершено в феврале 2003 года. Работа включает в себя реконструкцию Wantilan, Pewaregan, Pebatgan, Bentar Temple, обустройство парковки, а также дорог и парков в районе Танах Лот

## Туризм
Входные билеты стоят 20 000 рупий для индонезийских граждан (15 000 рупий для детей), но иностранцы должны заплатить в три раза больше, или 60 000 рупий (30 000 рупий для детей). Чтобы добраться до храма, посетители должны пройти через множество сувенирных магазинов. На материковых скалах также имеются рестораны для туристов.

## Расположение
Эта туристическая достопримечательность расположена в Берабане, Кедири, Табанане, примерно в 13 километрах (8 милях) к югу от Табанана.

## Фото

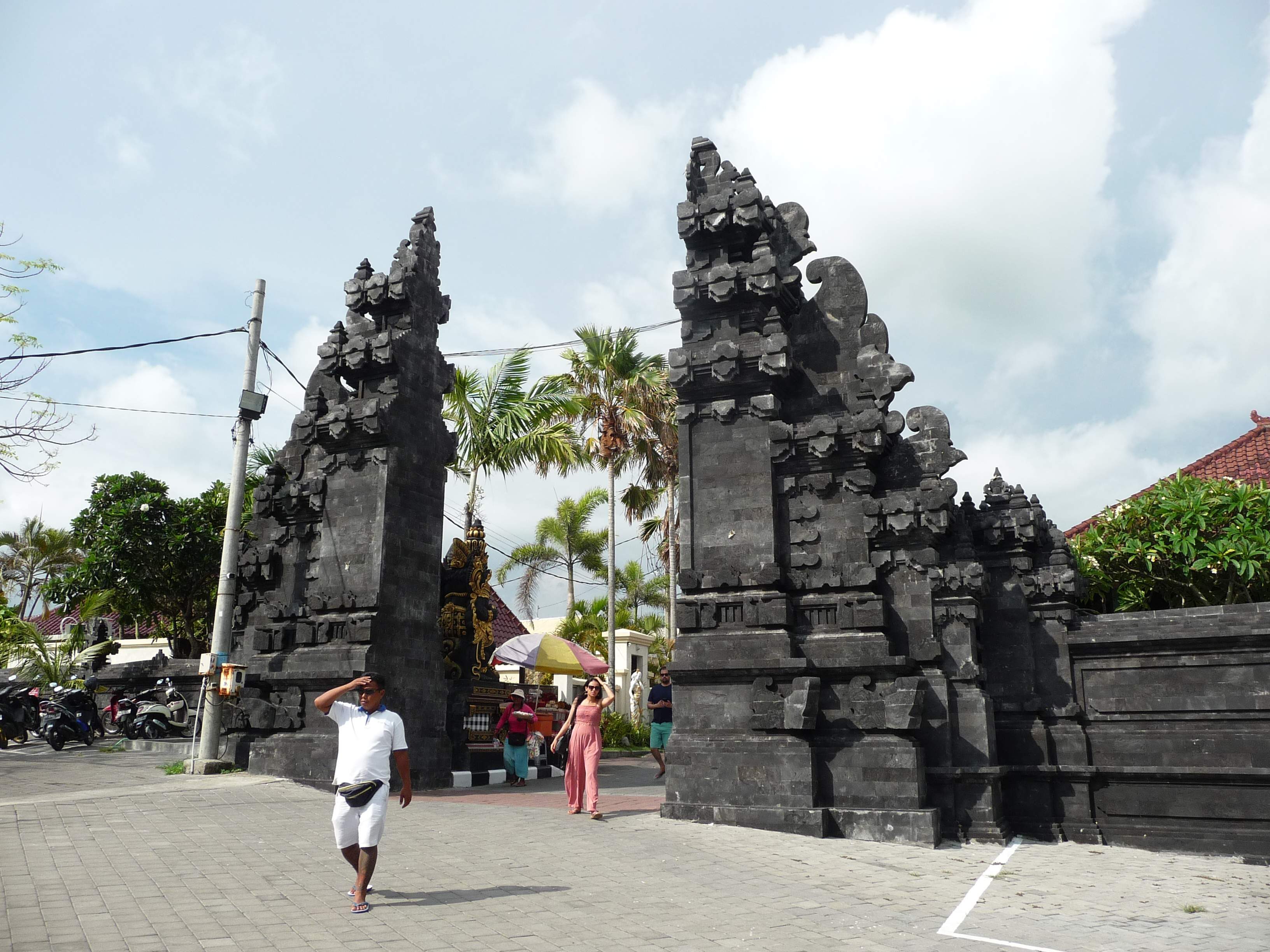
Вход не территорию храма Танах Лот
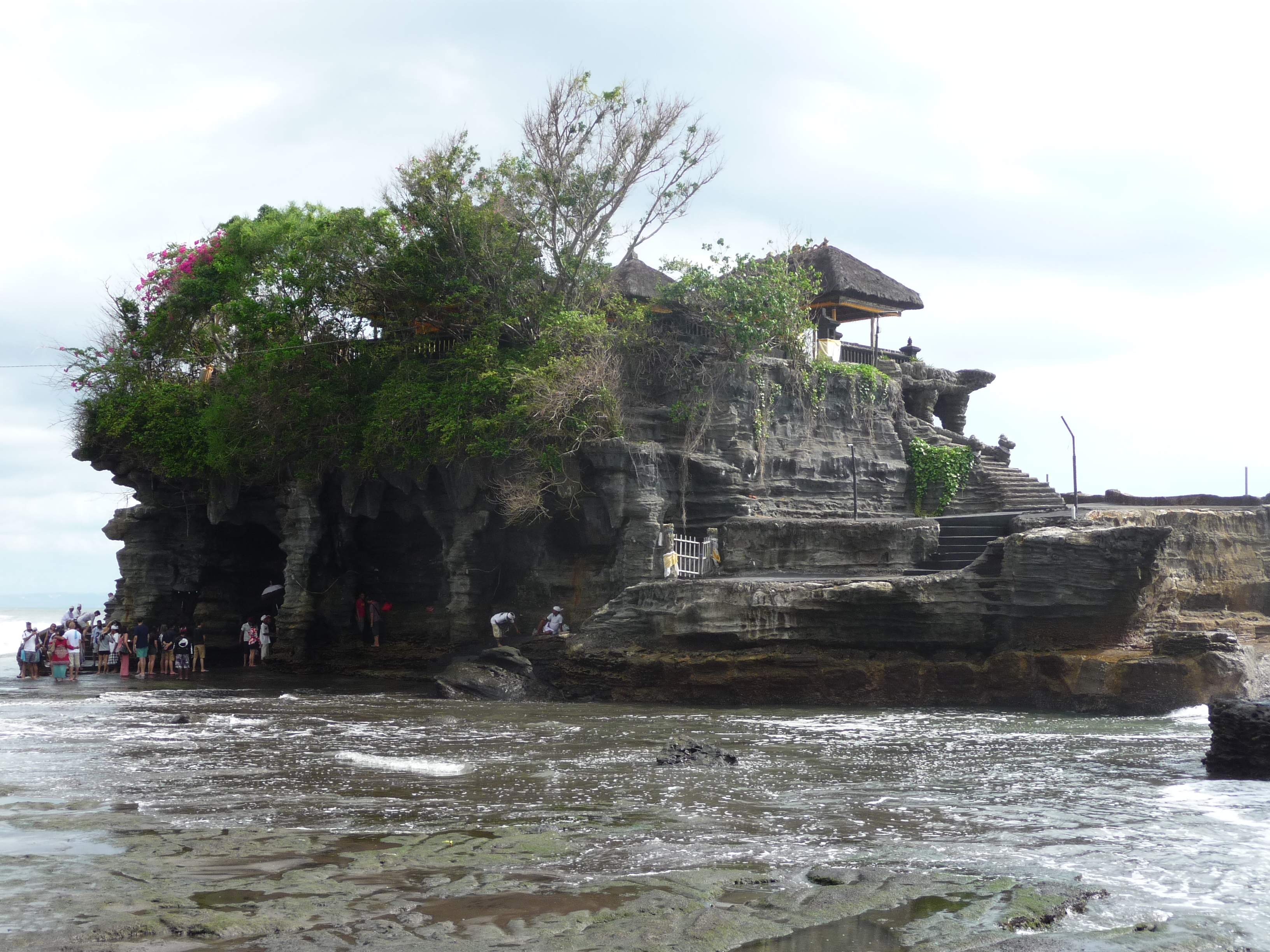
Храм Танах Лот, вид с юго-востока
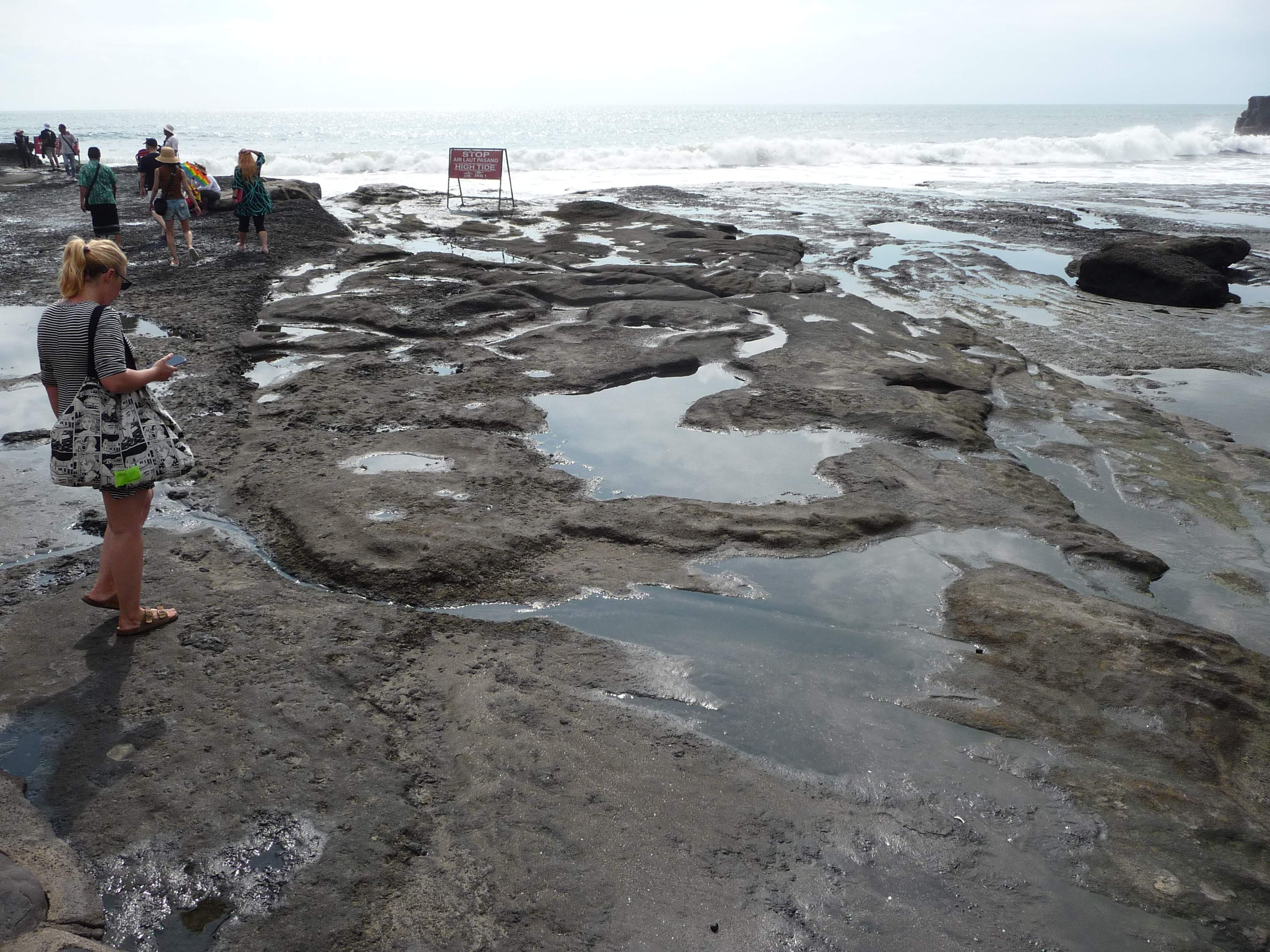
Дно пролива, отделяющего храм Танах Лот от острова Бали
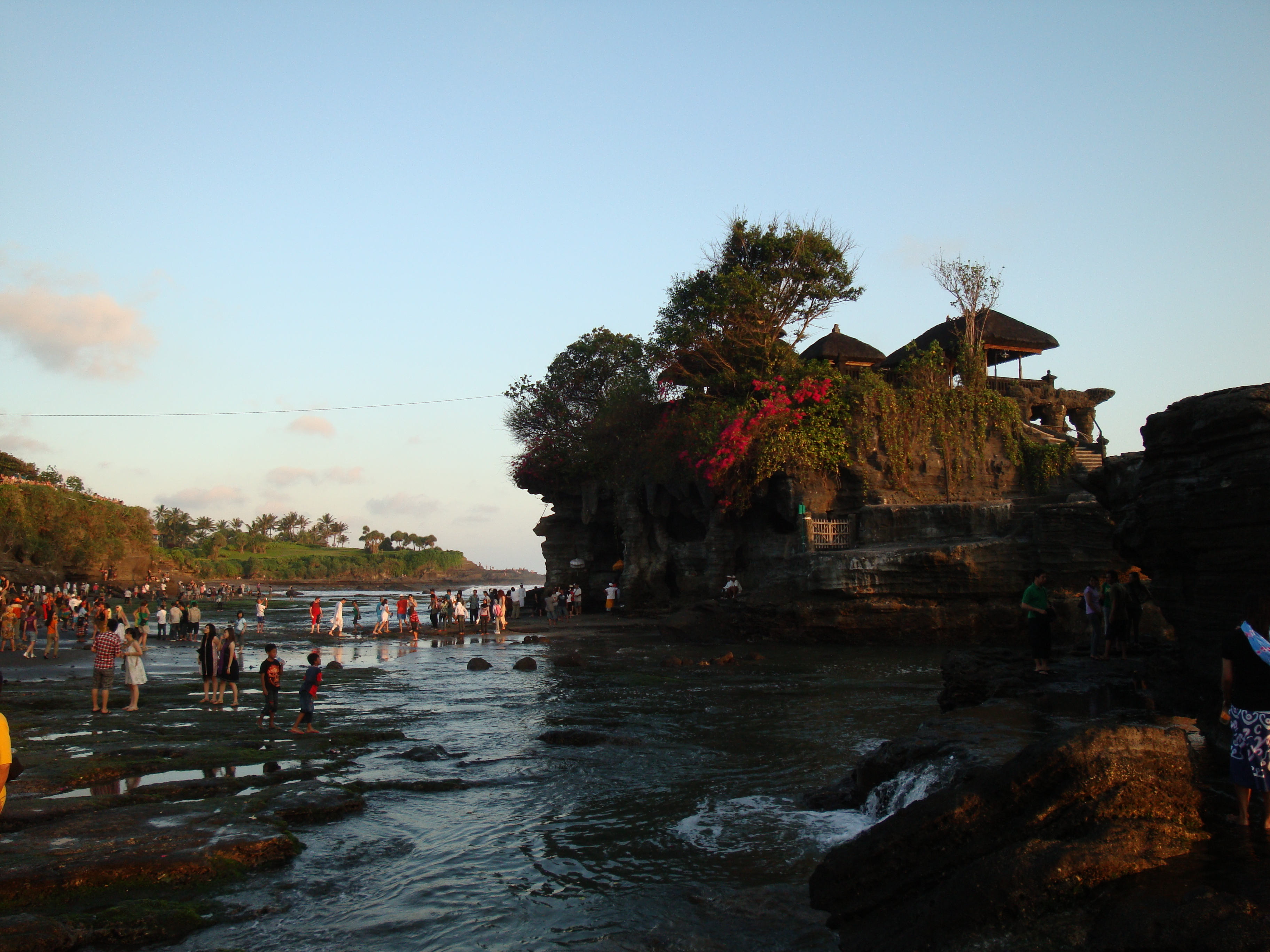
Вид на храм
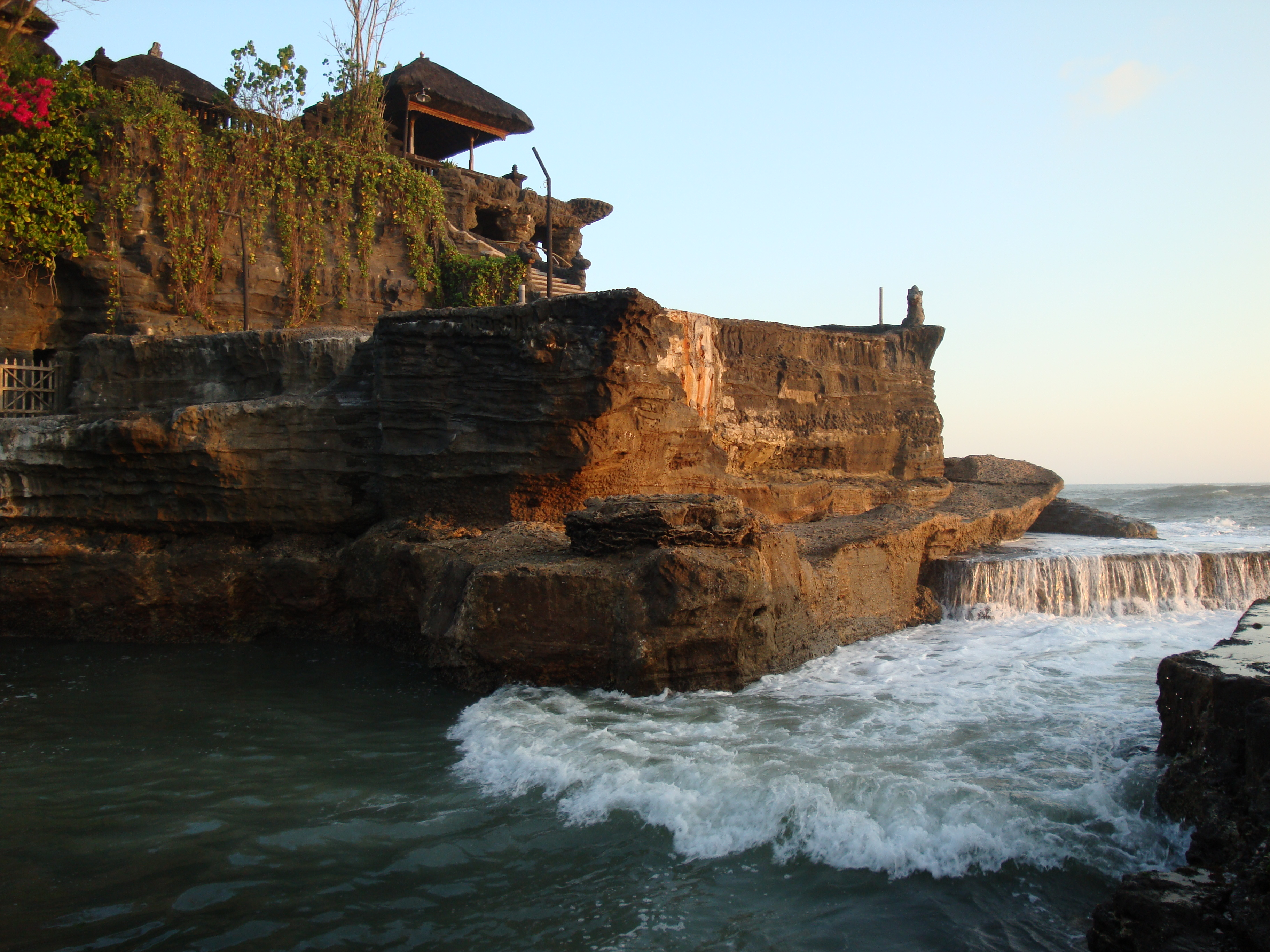
Прилив